# Meng Shan
Das Meng Shan (蒙山) ist ein Gebirge im Süden der chinesischen Provinz Shandong mit Erdschichten aus dem frühen und mittleren Kambrium, „die hauptsächlich aus Karbonatgesteinen der marinen Fazies und teilweise aus Sandschiefersteinen und Sandsteinen bestehen“. Es umfasst unter anderem das Xiong’er Shan.